# Exceso de oferta
En economía se entiende por exceso de oferta cuando en un mercado la cantidad ofrecida de un bien, o el servicio, es mayor a la cantidad demandada de este. En general esto sucede cuando el precio de mercado es superior al nivel de equilibrio determinado por oferta y demanda, es decir, cuando las curvas de oferta y demanda se igualan. Esto es lo opuesto a un exceso de demanda.
En términos generales, la principal causa de los excesos de oferta son las fijaciones de precios por parte de la autoridad económica. Cuando estas fijaciones de precios están por sobre el precio de equilibrio se producen los excesos de oferta.
Para que este exceso de oferta se mantenga en el tiempo, debe existir un poder comprador de este exceso de oferta. En caso de no existir ese poder comprador, los productores liquidarían sus stocks y bajarían tanto su nivel de producción como también el precio de venta.
Un ejemplo de lo anterior es el que ocurrió en Estados Unidos: en algunos períodos hubo fijaciones de precios de los productos agrícolas por sobre el precio de equilibrio de mercado, porque la autoridad pensaba que los agricultores (uno de los más pobres de la sociedad) estaban ganando muy poco. Para poder mantener los precios de algunos productos agrícolas por sobre el equilibrio, se creó un poder comprador de parte del gobierno. Eso productos agrícolas se acumularon en graneros o se regalaron a países más pobres, se hablaba en esos tiempos que nunca antes los ratones habían estado más gordos.

## Precios
Existe una fuerte correlación entre fijaciones de precios (a precios mayores al precio de equilibrio) y la creación de un exceso de oferta. Siguiendo el análisis de oferta y demanda, si partimos de una situación inicial de equilibrio (donde la cantidad demanda y ofrecida son iguales) y la autoridad decide fijar un precio mucho más alto, la cantidad demandada del producto disminuirá y, por otro lado, la cantidad ofrecida aumentará, por lo que los productores querrán vender una cantidad mayor a la que los consumidores quieren comprar. El problema anterior se solucionará si la autoridad decide bajar el precio del producto, ya que esto anima consumidores a adquirir más y a los oferentes a producir menos.

## Desequilibrio
Un desequilibrio ocurre cuando a un determinado precio el mercado no alcanza el equilibrio, donde la cantidad ofrecida con la cantidad demanda son iguales. Cuándo la cantidad ofrecida es mayor a la cantidad demanda, o a la inversa, el equilibrio no se obtiene y, por lo tanto, el mercado está en desequilibrio. Los desequilibrios, tanto el exceso de oferta como el de demanda, impiden la economía alcanzar la eficiencia económica.

## Exceso de oferta en el modelo de oferta y demanda

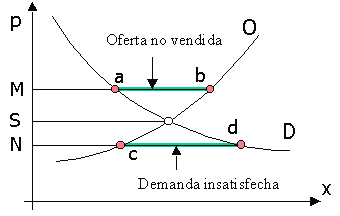
Diagrama básico de la oferta y la demanda en un mercado de un solo producto. Donde el eje de las Y representa el Precio "p" y el eje de las "X" representa la cantidad ofrecida X demandada del producto. Tenemos una Oferta O y una demanda D.

El exceso de oferta también se puede ver con el modelo de oferta y demanda usando el análisis gráfico, como se aprecia en el gráfico a la derecha.
Supongamos que estamos en el caso de un mercado de un solo producto (aunque este supuesto se podría expandir a un análisis macroeconómico, donde tendríamos un modelo de oferta y demanda agregada). En un mercado competitivo y dinámico el equilibrio se alcanzaría a un precio S, donde la Oferta y Demanda del producto se igualan. Si por ejemplo, el Gobierno fijara un precio máximo del producto en M, tendríamos que a ese precio la cantidad demanda del producto (el punto a) es menor a la cantidad ofrecida (el punto b). En el gráfico se muestra que el Exceso de Oferta es la diferencia entre las cantidades (b - a), también denominada como "oferta no vendida". 
Lo contrario al exceso de oferta es el exceso de demanda, este se produciría si el Gobierno fijara un precio mínimo de N, menor al precio de equilibrio S.

## Respuesta de mercado a un exceso de oferta
El exceso de oferta en un mercado es la cantidad extra ofrecida, más allá de lo que los consumidores demandan, a un precio mayor al precio de equilibrio de mercado. 
Por ejemplo, supongamos que el precio de una televisión es $600, la cantidad ofrecida a ese precio es 1.000 televisores, y la cantidad demandada a ese mismo precio es 300 televisores. En este ejemplo vemos que los oferentes desean vender 700 televisores más de los que los compradores están dispuestos a adquirir. De ahí, un exceso de oferta de 700 televisores, en ese mercado, indica que podemos concluir que mercado está en un estado de desequilibrio.  En esta situación, los productores no serían capaces de vender todos los televisores que producen al precio de $600. Esto les inducirá a reducir su precio para hacer el producto más atractivo para los compradores.
En respuesta a la reducción en el precio del producto, los consumidores aumentarán su cantidad demanda y los productores producirán una cantidad menor (ya que en un mercado competitivo los costos de los productores son crecientes). El mercado, finalmente, se equilibrará a un precio de equilibrio que iguale la cantidad ofrecida con la cantidad demandada. En un Mercado competitivo el hecho que los mercados se equilibraran de manera automática, Adam Smith hablaba de la "mano invisible" que equilibraba los mercados. 
Cuando no sucede esto, es decir, no sube la demanda ante una suba exagerada de oferta (sobreproducción ), se genera una crisis de demanda,  y deflación, como por ejemplo, la Crisis de 1873, en estos casos, hace falta que las empresas reduzcan su producción, o suban la oferta, por ejemplo, como en el 1873, expandiendo el mercado.

## El excedente de mercado
El exceso de oferta en un mercado puede afectar suministro o demanda de otro mercado. Por ejemplo, cuándo hay un exceso de oferta en el mercado de trabajo -es decir, desempleo: porque hay personas que buscan trabajo al salario (precio) de mercado y no lo encuentran—, los consumidores que una mayor parte de sus ingresos depende de lo ganado en el mercado laboral, al tener menos trabajo el ingreso promedio, de estos, disminuirá y por eso demandarán una cantidad menor de bienes. Esta disminución en la demanda de los bienes, resultante de una restricción en el mercado de trabajo, es conocida como la demanda efectiva de bienes.